# Maria Fahl Vikander
Britta Maria Fahl Vikander, född Fahl den 2 maj 1951 i Lund, död den 13 december 2022, var en svensk skådespelare. 
Familjen flyttade till Vaggeryd 1958, där föräldrarna började arbeta som lärare. Efter att Maria Fahl gått ut gymnasiet i Jönköping flyttade hon och hennes familj till Göteborg.
Maria Fahl Vikander utbildade sig på Statens scenskola i Malmö 1976–1979, där hon gick i samma klass som bland andra Philip Zandén, Ann Petrén, Göran Forsmark och Reine Brynolfsson. Hon var anställd vid Backa Teater, Göteborgs Stadsteater (1979–2001), Folkteatern i Göteborg, Nationalteatern, TV-teatern, Teater Kurage, Teater Tamauer, Comedy Art Center och Tomas K:s Teater. Hon medverkade i TV-serien Sparvöga och i scenproduktioner som Trettondagsafton, Fröken Julie, Romeo och Julia, Honungsbutiken, Byta trottoar och Cirkusmordet samt i filmer som Buss till Italien, En sång för Martin och Björn Runges Rensa fisk.
Hon var kortvarigt gift med psykiatern Svante Vikander och var mor till skådespelerskan Alicia Vikander.

## Filmografi
- 1989 – Sparvöga (TV-serie)
- 2001 – En sång för Martin [2]
- 2005 – Buss till Italien
- 2005 – En decemberdröm (TV-serie)
- 2005 – Rensa fisk [2]
- 2007 – Sanningens mörker [2]
- 2007 – Sanningen om Marika [2]
- 2007 – Var ska jag ligga sen? [2]
- 2008 – Rep [2]
- 2009 – Prinsessa
- 2010 – Kan du förlåta?
- 2010 – Bror & syster
- 2012 – Orangeriet [2]
- 2015 – Prästen i paradiset [2]
- 2015 – Ängelby (TV-serie)
- 2018 – Unga Astrid [2]
- 2019 – Bunden